# Liste der Einträge im National Register of Historic Places im Cook County (Illinois)/Chicago Zentrum

Lage des Cook County in Illinois

Die Liste der Einträge im National Register of Historic Places im Cook County in Illinois führt alle Bauwerke und historischen Stätten im Cook County auf, die in das National Register of Historic Places aufgenommen wurden.
Die Liste gliedert sich in fünf Teile:
- Liste der Einträge im National Register of Historic Places in Chicago-Zentrum
- Liste der Einträge im National Register of Historic Places in Chicago-Nord
- Liste der Einträge im National Register of Historic Places in Chicago-West
- Liste der Einträge im National Register of Historic Places in Chicago-Süd
- Liste der Einträge im National Register of Historic Places im Cook County außerhalb von Chicago

## Legende
| NRHP | Historic Place                      |
| HD   | Historic District                   |
| NHL  | National Historic Landmark          |
| NHLD | National Historic Landmark District |

## Aktuelle Einträge
In dieser Tabelle sind die NRHP-Einträge im Zentrum von Chicago aufgeführt, der größten Stadt des Cook County und des Staates Illinois. Unter der Rubrik "Ort" ist der jeweilige Stadtteil (Neighborhood) angegeben.
| [ 3 ] | Name                                                       | Bild                                                       | Eintragsdatum                 | Lage | Ort             | Beschreibung                                                                      |
| ----- | ---------------------------------------------------------- | ---------------------------------------------------------- | ----------------------------- | --- | --------------- | --------------------------------------------------------------------------------- |
| 1     | Adler Planetarium                                          | Adler Planetarium                                          | 1987 ID-Nr. 87000819          | 1300 South Lake Shore Drive 41° 51′ 58″ N, 87° 36′ 24″ W | Near South Side | Gebäude im Jahr 1930 errichtet                                                    |
| 2     | Auditorium Building, Roosevelt University                  | Auditorium Building, Roosevelt University                  | 1970 ID-Nr. 70000230          | 430 South Avenue 41° 52′ 32″ N, 87° 37′ 29″ W | Chicago Loop    | Gebäude im Jahr 1889 errichtet                                                    |
| 3     | B.F. Goodrich Company Showroom                             | B.F. Goodrich Company Showroom                             | 2009 ID-Nr. 09000347          | 1925 South Michigan Avenue 41° 51′ 21,4″ N, 87° 37′ 24,3″ W                                                                                                  | Near South Side |                                                                                   |
| 4     | Balaban and Katz Chicago Theatre                           | Balaban and Katz Chicago Theatre                           | 1979 ID-Nr. 79000822          | 175 North State Street 41° 53′ 8″ N, 87° 37′ 38″ W | Chicago Loop    | Gebäude im Jahr 1921 errichtet                                                    |
| 5     | Blackstone Hotel                                           | Blackstone Hotel                                           | 1986 ID-Nr. 86001005          | 80 East Balbo Drive 41° 52′ 24″ N, 87° 37′ 28″ W | Chicago Loop    | Gebäude im Jahr 1910 errichtet                                                    |
| 6     | Boyce Building                                             | Boyce Building                                             | 1996 ID-Nr. 96000080          | 500-510 North Dearborn Street 41° 53′ 28″ N, 87° 37′ 48″ W                                                                                                   | Near North Side |                                                                                   |
| 7     | Buckingham Building                                        | Buckingham Building                                        | 2000 ID-Nr. 00000942          | 59-67 East Van Buren Street 41° 52′ 36″ N, 87° 37′ 30″ W | Chicago Loop    |                                                                                   |
| 8     | Building at 14-16 Pearson Street                           | Building at 14-16 Pearson Street                           | 1980 ID-Nr. 80001343          | 14-16 East Pearson Street 41° 53′ 51″ N, 87° 37′ 40″ W | Near North Side |                                                                                   |
| 9     | Building at 257 East Delaware Place                        | Building at 257 East Delaware Place                        | 1987 ID-Nr. 87001113          | 257 East Delaware Place 41° 53′ 57″ N, 87° 37′ 10″ W | Near North Side |                                                                                   |
| 10    | Buildings at 860-880 N. Lake Shore Drive                   | Buildings at 860-880 N. Lake Shore Drive                   | 1980 ID-Nr. 80001344          | 860-880 North Lake Shore Drive 41° 53′ 55,2″ N, 87° 37′ 7,8″ W                                                                                               | Near North Side | Gebäude im Jahr 1949 errichtet                                                    |
| 11    | Burlingham Building                                        | Burlingham Building                                        | 1985 ID-Nr. 85000264          | 104 West Oak Street 41° 54′ 4″ N, 87° 37′ 54″ W | Near North Side |                                                                                   |
| 12    | Calumet Plant, R. R. Donnelly & Sons Company               | Calumet Plant, R. R. Donnelly & Sons Company               | 1983 ID-Nr. 83000308          | 350 East Cermak Road 41° 51′ 13″ N, 87° 37′ 5″ W | Near South Side |                                                                                   |
| 13    | Carson, Pirie, Scott and Company Building                  | Carson, Pirie, Scott and Company Building                  | 1970 ID-Nr. 70000231          | 1 South State Street 41° 52′ 54″ N, 87° 37′ 39″ W | Chicago Loop    |                                                                                   |
| 14    | Chapin and Gore Building                                   | Chapin and Gore Building                                   | 1979 ID-Nr. 79000823          | 63 East Adams Street 41° 52′ 45″ N, 87° 37′ 31″ W | Chicago Loop    |                                                                                   |
| 15    | James Charnley House                                       | James Charnley House                                       | 1970 ID-Nr. 70000232          | 1365 North Astor Street 41° 54′ 28″ N, 87° 37′ 40″ W | Near North Side |                                                                                   |
| 16    | Chicago Avenue Water Tower and Pumping Station             | Chicago Avenue Water Tower and Pumping Station             | 1975 ID-Nr. 75000644          | 806 North Michigan Avenue 41° 53′ 50″ N, 87° 37′ 26″ W | Near North Side |                                                                                   |
| 17    | Chicago Board of Trade Building                            | Chicago Board of Trade Building                            | 1978 ID-Nr. 78003181          | 141 West Jackson Boulevard 41° 52′ 41,3″ N, 87° 37′ 56,2″ W                                                                                                  | Chicago Loop    |                                                                                   |
| 18    | Chicago Club                                               | Chicago Club                                               | 2005 ID-Nr. 05000109          | 81 East Van Buren Street 41° 52′ 37″ N, 87° 37′ 29″ W | Chicago Loop    | Vom Architekturbüro Granger and Bollenbacher entworfenes 1929 errichtetes Gebäude |
| 19    | Chicago Federal Center                                     | Chicago Federal Center                                     | 2011 ID-Nr. 08001165          | Block, der durch Dearborn Street, Jackson Street, Clark Street und Adams Street gebildet wird 41° 52′ 44″ N, 87° 37′ 48″ W                                   | Chicago Loop    |                                                                                   |
| 20    | Chicago Harbor Lighthouse                                  | Chicago Harbor Lighthouse                                  | 1984 ID-Nr. 84000986          | North Breakwater 41° 53′ 22″ N, 87° 35′ 26″ W | Near North Side |                                                                                   |
| 21    | Chicago Public Library, Central Building                   | Chicago Public Library, Central Building                   | 1972 ID-Nr. 72000449          | 78 East Washington Street 41° 53′ 2″ N, 87° 37′ 30″ W | Chicago Loop    |                                                                                   |
| 22    | Chicago Savings Bank Building                              | Chicago Savings Bank Building                              | 1975 ID-Nr. 75000645          | 7 West Madison Street 41° 52′ 54″ N, 87° 37′ 42″ W | Chicago Loop    |                                                                                   |
| 23    | Chicago Varnish Company Building                           | Chicago Varnish Company Building                           | 2001 ID-Nr. 01000649          | 33 West Kinzie Street 41° 53′ 20″ N, 87° 37′ 46″ W | Near North Side |                                                                                   |
| 24    | Henry B. Clarke House                                      | Henry B. Clarke House                                      | 1971 ID-Nr. 71000290          | 1827 South Indiana Avenue 41° 51′ 26″ N, 87° 37′ 19″ W | Near South Side |                                                                                   |
| 25    | Coca Cola Company Building                                 | Coca Cola Company Building                                 | 1991 ID-Nr. 91000114          | 1322-1336 South Wabash Avenue 41° 51′ 54″ N, 87° 37′ 34″ W                                                                                                   | Near South Side |                                                                                   |
| 26    | Continental and Commercial National Bank                   | Continental and Commercial National Bank                   | 2007 ID-Nr. 07000064          | 208 South LaSalle Street 41° 52′ 45″ N, 87° 37′ 56″ W | Chicago Loop    |                                                                                   |
| 27    | Conway Building                                            | Conway Building                                            | 1984 ID-Nr. 84000988          | 111 West Washington Street 41° 52′ 58″ N, 87° 37′ 53″ W | Chicago Loop    | Heute bekannt als Burnham Center                                                  |
| 28    | Cook County Criminal Court Building                        | Cook County Criminal Court Building                        | 13. Nov. 1984 ID-Nr. 84000281 | 54 West Hubbard Street 41° 53′ 25″ N, 87° 37′ 49″ W | Near North Side |                                                                                   |
| 29    | Crane Company Building                                     | Crane Company Building                                     | 2002 ID-Nr. 01001538          | 836 South Michigan Avenue 41° 52′ 14″ N, 87° 37′ 28″ W | Chicago Loop    |                                                                                   |
| 30    | Dearborn Station                                           | Dearborn Station                                           | 1976 ID-Nr. 76000688          | 47 West Polk Street 41° 52′ 20″ N, 87° 37′ 42″ W | Chicago Loop    |                                                                                   |
| 31    | Delaware Building                                          | Delaware Building                                          | 1974 ID-Nr. 74000749          | 36 West Randolph Street 41° 53′ 5″ N, 87° 37′ 45″ W | Chicago Loop    |                                                                                   |
| 32    | Drake Hotel                                                | Drake Hotel                                                | 1980 ID-Nr. 80001345          | 140 East Walton Street 41° 54′ 2″ N, 87° 37′ 27″ W | Near North Side |                                                                                   |
| 33    | Jean Baptiste Point Du Sable Homesite                      | Jean Baptiste Point Du Sable Homesite                      | 1976 ID-Nr. 76000690          | 401 North Michigan Avenue 41° 53′ 23″ N, 87° 37′ 24″ W | Near North Side |                                                                                   |
| 34    | Emmel Building                                             | Emmel Building                                             | 1984 ID-Nr. 84000283          | 1357 North Wells Street 41° 54′ 26″ N, 87° 38′ 3″ W | Near North Side |                                                                                   |
| 35    | Fairbanks, Morse and Company Building                      | Fairbanks, Morse and Company Building                      | 1988 ID-Nr. 88002233          | 900 South Wabash Avenue 41° 52′ 13″ N, 87° 37′ 34″ W | Chicago Loop    |                                                                                   |
| 36    | Field Museum of Natural History                            | Field Museum of Natural History                            | 1975 ID-Nr. 75000647          | 1400 South Lake Shore Drive 41° 51′ 59″ N, 87° 37′ 1″ W | Near South Side |                                                                                   |
| 37    | Marshall Field Garden Apartments                           | Marshall Field Garden Apartments                           | 1991 ID-Nr. 91001691          | 1336-1452 North Sedgwick Street, 1337-1453 North Hudson Avenue, 400-424 West Evergreen Street und 401-425 West Blackhawk Street 41° 54′ 29″ N, 87° 38′ 20″ W | Near North Side |                                                                                   |
| 38    | Fisher Building                                            | Fisher Building                                            | 1976 ID-Nr. 76000691          | 343 South Dearborn Street 41° 52′ 37″ N, 87° 37′ 44″ W | Chicago Loop    |                                                                                   |
| 39    | Fort Dearborn Hotel                                        | Fort Dearborn Hotel                                        | 1982 ID-Nr. 82000390          | 401 South LaSalle Street 41° 52′ 36″ N, 87° 37′ 52″ W | Chicago Loop    |                                                                                   |
| 40    | Fourth Presbyterian Church of Chicago                      | Fourth Presbyterian Church of Chicago                      | 1975 ID-Nr. 75000648          | 126 East Chestnut Street 41° 53′ 55″ N, 87° 37′ 28″ W | Near North Side |                                                                                   |
| 41    | Gage Group-Ascher, Keith, and Gage Buildings               | Gage Group-Ascher, Keith, and Gage Buildings               | 1985 ID-Nr. 85002840          | 18-30 South Michigan Avenue 41° 52′ 52″ N, 87° 37′ 30″ W | Chicago Loop    |                                                                                   |
| 42    | Germania Club                                              | Germania Club                                              | 1976 ID-Nr. 76000692          | 108 West Germania Place 41° 54′ 38″ N, 87° 37′ 57″ W | Near North Side |                                                                                   |
| 43    | John J. Glessner House                                     | John J. Glessner House                                     | 1970 ID-Nr. 70000233          | 1800 South Prairie Avenue 41° 51′ 27″ N, 87° 37′ 16″ W | Near South Side |                                                                                   |
| 44    | Gold Coast Historic District                               | Gold Coast Historic District                               | 1978 ID-Nr. 78001121          | Abgegrenzt durch North Avenue, Lake Shore Drive, Clark Street und Oak Street 41° 54′ 21″ N, 87° 37′ 41″ W                                                    | Near North Side |                                                                                   |
| 45    | Grant Park                                                 | Grant Park                                                 | 1993 ID-Nr. 92001075          | Abgegrenzt durch den Chicago River, den East McFetridge Drive und den Michigansee 41° 52′ 31″ N, 87° 37′ 5″ W                                                | Chicago Loop    |                                                                                   |
| 46    | Raymond M. Hilliard Center Historic District               | Raymond M. Hilliard Center Historic District               | 1999 ID-Nr. 99001072          | West Cermak Road und South State Street 41° 51′ 15″ N, 87° 36′ 59″ W                                                                                         | Near South Side |                                                                                   |
| 47    | Holy Name Cathedral                                        | Holy Name Cathedral                                        | 2000 ID-Nr. 00000477          | 735 North State Street 41° 53′ 46″ N, 87° 37′ 40″ W | Near North Side |                                                                                   |
| 48    | Hotel St. Benedict Flats                                   | Hotel St. Benedict Flats                                   | 1995 ID-Nr. 88003311          | 40, 42 und 50 East Chicago Avenue sowie 801 North Wabash Avenue 41° 53′ 49″ N, 87° 37′ 35″ W                                                                 | Near North Side |                                                                                   |
| 49    | IBM Building                                               | IBM Building                                               | 2010 ID-Nr. 09000166          | 330 North Wabash Street 41° 53′ 19″ N, 87° 37′ 39,3″ W | Near North Side |                                                                                   |
| 50    | Inland Steel Building                                      | Inland Steel Building                                      | 2009 ID-Nr. 09000024          | 30 West Monroe Street 41° 52′ 50,7″ N, 87° 37′ 44,2″ W | Chicago Loop    |                                                                                   |
| 51    | Jewelers Building (1882)                                   | Jewelers Building (1882)                                   | 1974 ID-Nr. 74000752          | 15-19 South Wabash Avenue 41° 52′ 53″ N, 87° 37′ 33″ W | Chicago Loop    |                                                                                   |
| 52    | William W. Kimball House                                   | William W. Kimball House                                   | 1971 ID-Nr. 71000291          | 1801 South Prairie Avenue 41° 51′ 24″ N, 87° 37′ 12″ W | Near South Side |                                                                                   |
| 53    | Lakeside Press Building                                    | Lakeside Press Building                                    | 1976 ID-Nr. 76000694          | 731 South Plymouth Court 41° 52′ 21″ N, 87° 37′ 42″ W | Chicago Loop    |                                                                                   |
| 54    | Bryan Lathrop House                                        | Bryan Lathrop House                                        | 1974 ID-Nr. 74000753          | 120 East Bellevue Place 41° 54′ 6″ N, 87° 37′ 31″ W | Near North Side |                                                                                   |
| 55    | Leiter II Building                                         | Leiter II Building                                         | 1976 ID-Nr. 76000695          | 401 South State Street 41° 52′ 35″ N, 87° 37′ 39″ W | Chicago Loop    |                                                                                   |
| 56    | Loop Retail Historic District                              | Loop Retail Historic District                              | 1998 ID-Nr. 98001351          | Abgegrenzt durch Lake Street, Wabash Avenue, Congress Parkway und State Street 41° 52′ 52″ N, 87° 37′ 37″ W                                                  | Chicago Loop    |                                                                                   |
| 57    | Ludington Building                                         | Ludington Building                                         | 1980 ID-Nr. 80001347          | 1104 South Wabash Avenue 41° 52′ 8″ N, 87° 37′ 35″ W | Chicago Loop    |                                                                                   |
| 58    | Lumber Exchange Building and Tower Addition                | Lumber Exchange Building and Tower Addition                | 2007 ID-Nr. 07001238          | 11 South LaSalle Street 41° 52′ 54″ N, 87° 37′ 55″ W | Chicago Loop    |                                                                                   |
| 59    | Albert F. Madlener House                                   | Albert F. Madlener House                                   | 1970 ID-Nr. 70000234          | 4 West Burton Street 41° 54′ 35″ N, 87° 37′ 45″ W | Near North Side |                                                                                   |
| 60    | Manhattan Building                                         | Manhattan Building                                         | 1976 ID-Nr. 76000697          | 431 South Dearborn Street 41° 52′ 34″ N, 87° 37′ 45″ W | Chicago Loop    |                                                                                   |
| 61    | Marquette Building                                         | Marquette Building                                         | 1973 ID-Nr. 73000697          | 140 South Dearborn Street 41° 52′ 48″ N, 87° 37′ 46″ W | Chicago Loop    |                                                                                   |
| 62    | Marshall Field Company Store                               | Marshall Field Company Store                               | 1978 ID-Nr. 78001123          | 111 North State Street 41° 53′ 1″ N, 87° 37′ 37″ W | Chicago Loop    |                                                                                   |
| 63    | Maxwell-Briscoe Automobile Company Showroom                | Maxwell-Briscoe Automobile Company Showroom                | 2002 ID-Nr. 02001349          | 1737 South Michigan Avenue 41° 51′ 36″ N, 87° 37′ 25″ W | Near South Side |                                                                                   |
| 64    | Isaac N. Maynard Rowhouses                                 | Isaac N. Maynard Rowhouses                                 | 2004 ID-Nr. 04000077          | 119,121 und 123 West Delaware Place 41° 54′ 4″ N, 87° 37′ 57″ W                                                                                              | Near North Side |                                                                                   |
| 65    | McClurg Building                                           | McClurg Building                                           | 1970 ID-Nr. 70000235          | 218 South Wabash Avenue 41° 52′ 44″ N, 87° 37′ 34″ W | Chicago Loop    |                                                                                   |
| 66    | Michigan-Wacker Historic District                          | Michigan-Wacker Historic District                          | 1978 ID-Nr. 78001124          | Michigan Avenue und Wacker Drive 41° 53′ 19″ N, 87° 37′ 29″ W                                                                                                | Chicago Loop    |                                                                                   |
| 67    | Monadnock Block                                            | Monadnock Block                                            | 1970 ID-Nr. 70000236          | 53 West Jackson Boulevard 41° 52′ 41″ N, 87° 37′ 46″ W | Chicago Loop    |                                                                                   |
| 68    | Montgomery Ward Company Complex                            | Montgomery Ward Company Complex                            | 1978 ID-Nr. 78001125          | 619 West Chicago Avenue 41° 53′ 50″ N, 87° 38′ 37″ W | Near North Side |                                                                                   |
| 69    | Motor Row Historic District                                | Motor Row Historic District                                | 2002 ID-Nr. 02001387          | Abgegrenzt durch East Cermak Road, South Indiana Avenue, East 24th Place und South Wabash Avenue 41° 51′ 10″ N, 87° 37′ 26″ W                                | Near South Side |                                                                                   |
| 70    | Municipal Courts Building                                  | Municipal Courts Building                                  | 1985 ID-Nr. 85001912          | 116 South Michigan Avenue 41° 52′ 48″ N, 87° 37′ 28″ W | Chicago Loop    |                                                                                   |
| 71    | Municipal Pier                                             | Municipal Pier                                             | 1979 ID-Nr. 79000825          | 200 North Streeter Drive 41° 53′ 29″ N, 87° 35′ 59″ W | Near North Side |                                                                                   |
| 72    | New Masonic Building and Oriental Theater                  | New Masonic Building and Oriental Theater                  | 1978 ID-Nr. 78003401          | 20 West Randolph Street 41° 53′ 4″ N, 87° 37′ 41″ W | Chicago Loop    |                                                                                   |
| 73    | Samuel Nickerson House                                     | Samuel Nickerson House                                     | 1976 ID-Nr. 76000700          | 40 East Erie Street 41° 53′ 38″ N, 87° 37′ 36″ W | Near North Side |                                                                                   |
| 74    | North Wells Street Historic District                       | North Wells Street Historic District                       | 1984 ID-Nr. 84001021          | 1240-1260 North Wells Street 41° 54′ 20″ N, 87° 38′ 5″ W | Near North Side |                                                                                   |
| 75    | Old Chicago Historical Society Building                    | Old Chicago Historical Society Building                    | 1978 ID-Nr. 78001126          | 632 North Dearborn Street 41° 53′ 37″ N, 87° 37′ 48″ W | Near North Side |                                                                                   |
| 76    | Old Colony Buildings                                       | Old Colony Buildings                                       | 1976 ID-Nr. 76000701          | 407 South Dearborn Street 41° 52′ 34,3″ N, 87° 37′ 44,8″ W                                                                                                   | Chicago Loop    |                                                                                   |
| 77    | Oliver Building                                            | Oliver Building                                            | 1983 ID-Nr. 83003563          | 159 North Dearborn Street 41° 53′ 6″ N, 87° 37′ 45″ W | Chicago Loop    |                                                                                   |
| 78    | One LaSalle Street Building                                | One LaSalle Street Building                                | 1999 ID-Nr. 99001378          | 1 North LaSalle Street 41° 52′ 55″ N, 87° 37′ 56″ W | Chicago Loop    |                                                                                   |
| 79    | Orchestra Hall                                             | Orchestra Hall                                             | 1978 ID-Nr. 78001127          | 220 South Michigan Avenue 41° 52′ 43″ N, 87° 37′ 29″ W | Chicago Loop    |                                                                                   |
| 80    | Page Brothers Building                                     | Page Brothers Building                                     | 1975 ID-Nr. 75000649          | 177-91 North State Street 41° 53′ 8″ N, 87° 37′ 39″ W | Chicago Loop    |                                                                                   |
| 81    | Palmolive Building                                         | Palmolive Building                                         | 2003 ID-Nr. 03000784          | 919 North Michigan Avenue 41° 53′ 59″ N, 87° 37′ 26″ W | Near North Side |                                                                                   |
| 82    | Peoples Gas Building                                       | Peoples Gas Building                                       | 1984 ID-Nr. 84000293          | 122 South Michigan Avenue 41° 52′ 47″ N, 87° 37′ 29″ W | Chicago Loop    |                                                                                   |
| 83    | Pontiac Building                                           | Pontiac Building                                           | 1976 ID-Nr. 76000702          | 542 South Dearborn Street 41° 52′ 29″ N, 87° 37′ 44″ W | Chicago Loop    |                                                                                   |
| 84    | Prairie Avenue District                                    | Prairie Avenue District                                    | 1972 ID-Nr. 72000452          | Blocks 1800 und 1900 der South Prairie Avenue, Block 1800 der South Indiana Avenue sowie 211-217 East Cullerton Street 41° 51′ 26″ N, 87° 37′ 19″ W          |                 |                                                                                   |
| 85    | Quigley Preparatory Seminary                               | Quigley Preparatory Seminary                               | 1996 ID-Nr. 96000093          | 103 East Chestnut Street 41° 53′ 52″ N, 87° 37′ 33″ W | Near North Side |                                                                                   |
| 86    | Quinn Chapel of the A.M.E. Church                          | Quinn Chapel of the A.M.E. Church                          | 1979 ID-Nr. 79000827          | 2401 South Wabash Avenue 41° 50′ 56″ N, 87° 37′ 30″ W | Near South Side |                                                                                   |
| 87    | Railway Exchange Building                                  | Railway Exchange Building                                  | 1982 ID-Nr. 82002530          | 80 East Jackson Boulevard und 224 South Michigan Avenue 41° 52′ 42″ N, 87° 37′ 28″ W                                                                         | Chicago Loop    |                                                                                   |
| 88    | Harriet F. Rees House                                      | Harriet F. Rees House                                      | 2007 ID-Nr. 07000458          | 2110 South Prairie Avenue 41° 51′ 14″ N, 87° 37′ 15″ W | Near South Side |                                                                                   |
| 89    | Reid House                                                 | Reid House                                                 | 2003 ID-Nr. 03000783          | 2013 South Prairie Avenue 41° 51′ 19″ N, 87° 37′ 12″ W | Near South Side |                                                                                   |
| 90    | Reid Murdoch Building                                      | Reid Murdoch Building                                      | 1975 ID-Nr. 75000650          | 325 North LaSalle Street 41° 53′ 17″ N, 87° 37′ 54″ W | Near North Side |                                                                                   |
| 91    | Reliance Building                                          | Reliance Building                                          | 1970 ID-Nr. 70000237          | 32 North State Street 41° 52′ 58″ N, 87° 37′ 42″ W | Chicago Loop    |                                                                                   |
| 92    | Rookery Building                                           | Rookery Building                                           | 1970 ID-Nr. 70000238          | 209 South LaSalle Street 41° 52′ 45″ N, 87° 37′ 56″ W | Chicago Loop    |                                                                                   |
| 93    | A. M. Rothschild & Company Store                           | A. M. Rothschild & Company Store                           | 1989 ID-Nr. 89002025          | 333 South State Street 41° 52′ 39″ N, 87° 37′ 32″ W | Chicago Loop    |                                                                                   |
| 94    | St. Luke's Hospital Complex                                | St. Luke's Hospital Complex                                | 1982 ID-Nr. 82000392          | 1435 South Michigan Avenue 41° 51′ 47″ N, 87° 37′ 23″ W | Near South Side |                                                                                   |
| 95    | Second Presbyterian Church                                 | Second Presbyterian Church                                 | 1974 ID-Nr. 74000754          | 1936 South Michigan Avenue 41° 51′ 21″ N, 87° 37′ 28″ W | Near South Side |                                                                                   |
| 96    | John G. Shedd Aquarium                                     | John G. Shedd Aquarium                                     | 1987 ID-Nr. 87000820          | 1200 South Lake Shore Drive 41° 52′ 4″ N, 87° 36′ 50″ W | Near South Side |                                                                                   |
| 97    | Silversmith Building                                       | Silversmith Building                                       | 1997 ID-Nr. 97000435          | 10 South Wabash Avenue 41° 52′ 52″ N, 87° 37′ 35″ W | Chicago Loop    |                                                                                   |
| 98    | Singer Building                                            | Singer Building                                            | 1983 ID-Nr. 83000314          | 120 South State Street 41° 52′ 48″ N, 87° 37′ 41″ W | Chicago Loop    |                                                                                   |
| 99    | Soldier Field                                              | Soldier Field                                              | 1984 ID-Nr. 84001052          | 425 East 14th Street 41° 51′ 45″ N, 87° 36′ 59″ W | Near South Side |                                                                                   |
| 100   | Somerset Hotel                                             | Somerset Hotel                                             | 2000 ID-Nr. 00000153          | 1152-1154 South Wabash Avenue 41° 52′ 4″ N, 87° 37′ 34″ W | Chicago Loop    |                                                                                   |
| 101   | South Dearborn Street-Printing House Row Historic District | South Dearborn Street-Printing House Row Historic District | 1976 ID-Nr. 76000705          | 343, 407 und 431 South Dearborn Street sowie 53 West Jackson Boulevard 41° 52′ 42″ N, 87° 37′ 41″ W                                                          | Chicago Loop    |                                                                                   |
| 102   | South Loop Printing House District                         | South Loop Printing House District                         | 1978 ID-Nr. 78001130          | Abgegrenzt durch West Taylor Street, West Polk Street, South Wells Street, West Congress Parkway und South State Street 41° 52′ 26″ N, 87° 37′ 51″ W         | Chicago Loop    |                                                                                   |
| 103   | The Steuben Club                                           | The Steuben Club                                           | 2007 ID-Nr. 07000457          | 188 West Randolph Street 41° 53′ 4″ N, 87° 38′ 1″ W | Chicago Loop    |                                                                                   |
| 104   | Studebaker Building                                        | Studebaker Building                                        | 1975 ID-Nr. 75000653          | 410-418 South Michigan Avenue 41° 52′ 34″ N, 87° 37′ 29″ W                                                                                                   | Chicago Loop    |                                                                                   |
| 105   | Swedish Club of Chicago                                    | Swedish Club of Chicago                                    | 1985 ID-Nr. 85003031          | 1258 North LaSalle Street 41° 54′ 20″ N, 87° 38′ 0″ W | Near North Side |                                                                                   |
| 106   | Tree Studio Building and Annexes                           | Tree Studio Building and Annexes                           | 1974 ID-Nr. 03000784          | 4 East Ohio Street 41° 53′ 34″ N, 87° 37′ 40″ W | Near North Side |                                                                                   |
| 107   | Trustees System Service Building                           | Trustees System Service Building                           | 1998 ID-Nr. 98001132          | 201 North Wells Street 41° 53′ 10″ N, 87° 38′ 1″ W | Chicago Loop    |                                                                                   |
| 108   | William Waller House                                       | William Waller House                                       | 1980 ID-Nr. 80001346          | 1012 North Dearborn Street 41° 54′ 3″ N, 87° 37′ 49″ W | Near North Side |                                                                                   |
| 109   | Washington Square                                          | Washington Square                                          | 1991 ID-Nr. 91000566          | 901 North Clark Street 41° 53′ 58″ N, 87° 37′ 50″ W | Near North Side |                                                                                   |
| 110   | Washington Square Historic District                        | Washington Square Historic District                        | 2003 ID-Nr. 03000786          | Washington Square, North Dearborn Street, West Walton Street und West Chicago Avenue 41° 53′ 56″ N, 87° 37′ 49″ W                                            | Near North Side |                                                                                   |
| 111   | West Burton Place Historic District                        | West Burton Place Historic District                        | 2007 ID-Nr. 07001239          | 143-161 West Burton Place 41° 54′ 32″ N, 87° 38′ 2″ W | Near North Side |                                                                                   |
| 112   | Wheeler-Kohn House                                         | Wheeler-Kohn House                                         | 1999 ID-Nr. 99000975          | 2018 South Calumet Avenue 41° 51′ 18″ N, 87° 37′ 10″ W | Near South Side |                                                                                   |
| 113   | Wooden Alley                                               | Wooden Alley                                               | 2002 ID-Nr. 02000543          | Wooden Alley zwischen North Astor und North State Street 41° 54′ 37″ N, 87° 37′ 42″ W                                                                        | Near North Side |                                                                                   |
| 114   | YMCA Hotel                                                 | YMCA Hotel                                                 | 1989 ID-Nr. 89001202          | 820-828 South Wabash Avenue 41° 52′ 2″ N, 87° 37′ 15″ W | Chicago Loop    |                                                                                   |

## Frühere Einträge
Aufgelistet sind hier alle aus dem Register gestrichenen bzw. nicht mehr im Cook County befindliche Objekte.
| [ 3 ] | Name                     | Bild                     | Eintragsdatum        | Lage                                                        | Ort                      | Beschreibung |
| ----- | ------------------------ | ------------------------ | -------------------- | ----------------------------------------------------------- | ------------------------ | --- |
| 1     | Milwaukee Clipper        | Milwaukee Clipper        | 1989 ID-Nr. 83003570 | Grand Trunk Ferry Dock 43° 13′ 19″ N, 86° 17′ 45″ W         | heute Muskegon, Michigan | Die Milwaukee Clipper war, als sie zu einer NHL erklärt wurde, ein Museumsschiff am Navy Pier in Chicago. 1990 wurde das Schiff nach Hammond, Indiana und 1997 nach Muskegon, Michigan gebracht. |
| 2     | USS Silversides (SS-236) | USS Silversides (SS-236) | 1972 ID-Nr. 72000453 | Grand Trunk Ferry Dock 43° 13′ 19″ N, 86° 17′ 45″ W         | heute Muskegon, Michigan | Liegt heute als Museum in Muskegon, Michigan |
| 3     | New Michigan Hotel       |                          | 2002 ID-Nr. 83003562 | 2135 South Michigan Avenue 39° 28′ 57,5″ N, 88° 22′ 27,4″ W | Near South Side          | Früher als Lexington Hotel bekannt; 1996 zerstört |